# Grupa Hopfa
Grupa Hopfa – grupa, która nie jest izomorficzna ze swoją grupą ilorazową przez nietrywialną podgrupę normalną. Nazwa pochodzi od nazwiska niemieckiego matematyka Heinza Hopfa.

## Definicja
Grupę {\displaystyle G} nazywamy grupą Hopfa, jeżeli każdy epiendomorfizm w {\displaystyle G} jest automorfizmem.
Grupa {\displaystyle G} nie jest grupą Hopfa (non-Hopfian group), jeżeli istnieje taki epiendomorfizm w {\displaystyle G,} który nie jest automorfizmem (posiada nietrywialne jądro {\displaystyle N}).
Niech {\displaystyle G} będzie dowolną grupą oraz {\displaystyle H} jej nietrywialną podgrupą. Jeżeli {\displaystyle G\simeq G/H,} to grupa {\displaystyle G} nie jest grupą Hopfa.

## Przykłady
- Każda skończona grupa jest grupą Hopfa.
- Skończenie generowana rezydualnie skończona grupa jest grupą Hopfa.
- Skończona wolna polinilpotentna grupa jest grupą Hopfa.
- Grupa wolna skończenie generowana jest grupą Hopfa.
- Grupa wolna nieskończenie generowana nie jest grupą Hopfa.
- {\displaystyle \mathbb {C} _{p^{\infty }}\simeq \mathbb {C} _{p^{\infty }}/\mathbb {C} _{p},} gdzie {\displaystyle \mathbb {C} _{p}} jest grupą pierwiastków z jedynki stopnia {\displaystyle p} będącego liczbą pierwszą.
- {\displaystyle C^{*}/\{1,-1\}\simeq C^{*}.}